# Oxeråsens naturreservat
Oxeråsens naturreservat är ett naturreservat i Mora kommun i Dalarnas län.
Området är naturskyddat sedan 2025 och är 278 hektar stort. Reservatet består av äldre barrblandskog. 